# Imperiul lui Samo
Imperiul lui Samo a fost primul stat slav, întemeiat în urma răscoalei triburile slave, din anii 623-624, conduse de Samo, împotriva avarilor care stăpâneau estul Europei și Panonia.
În 631, în bătălia de la Wogastisburg, slavii i-au înfrânt pe franci, statul lui Samo consolidându-se.
Centrul statului lui Samo s-a aflat în vestul Slovaciei de azi.
Una dintre mențiunile documentare cu referire la „cneazul unificator” Samo este la cronicarul franc Fredegar, care și-a scris opera între 640-660. Acesta spune despre Samo că a fost un negustor franc ce s-a stabilit printre slavi. Altă mențiune provine dintr-un izvor hagiografic, ce se referă la convertirea triburilor carantane și care consideră că Samo a fost un slav.
Indiferent de originea sa, sub autoritatea lui s-au aflat Cehia și Slovacia de vest, o parte din Slovenia, Austria de est și teritoriile până la râul Elba.
Conform cronicii lui Fredegar, Samo a domnit 35 de ani, aproximativ până în 658/659, dar nu avem alte știri cu privire la evoluția politico-socială a acestui prim stat al slavilor de apus, menționându-se doar că, armata sa era formată din cete numite „drujine”, conduse de o aristocrație militară.
În anul 658/659 d.H., odată cu moartea lui Samo, statul întemeiat de acesta, în fapt o uniune tribală, s-a destrămat după trei decenii sub presiunea Hanatului Avarilor.